# Hagelbergs församling
Hagelbergs församling var en församling i Skara stift och i Skövde kommun. Församlingen uppgick 2002 i Norra Kyrketorps församling.

## Administrativ historik
Församlingen har medeltida ursprung. 
Församlingen var till 1962 annexförsamling i pastorat med Skövde församling som moderförsamling. Från 1962 till 2002 var den annexförsamling i pastoratet Norra Kyrketorp, Sjogerstad, Rådene (Sjogerstad-Rådene från 1992), Häggum och Hagelberg. Församlingen uppgick 2002 i Norra Kyrketorps församling.

## Kyrkor
- Hagelbergs kyrka